# مصالح ساختمانی ملی چین
مصالح ساختمانی ملی چین (انگلیسی: China National Building Material) شرکت مصالح ساختمانی چینی است، که در سال ۱۹۸۴ تأسیس شد.